# Muniquión
Muniquión (en griego antiguo, Μουνιχιών) era el décimo mes del calendario ático en la Antigua Grecia, que se correspondía aproximadamente con el mes de abril. Duraba 29 días. 
En este mes se celebraban diferentes fiestas en el Ática. Las Delfinias, en las que se realizaba una procesión hasta el Delfinión, un templo de Apolo de Atenas, tenían lugar el día 6. Las Muniquias, que daban nombre a este mes, se llevaban a cabo el día 16 y constaban de otra procesión en la que se ofrecían unos dulces entre antorchas. Las Olimpias, en honor a Zeus, se celebraban el día 19.